# Mammillaria roseoalba
Mammillaria roseoalba ist eine Pflanzenart aus der Gattung Mammillaria in der Familie der Kakteengewächse (Cactaceae). Das Artepitheton roseoalba bedeutet ‚rosaweiß‘.

## Beschreibung
Mammillaria roseoalba wächst einzeln. Die niedergedrückten, kugeligen Triebe sind bei einem Durchmesser von 8 bis 10 Zentimeter bis zu 6 Zentimeter hoch. Die deutlich kantigen, etwas gekielten Warzen führen reichlich Milchsaft. Mitteldornen fehlen vollständig. Die 4 bis 5 Randdornen, selten bis sechs, sind gebogen, ungleich nadelig, weißlich mit rosa Basis und bis zu 8 Millimeter lang.
Die weißlichen Blüten sind bis zu 3 Zentimeter lang und im Durchmesser groß. Die keuligen Früchte sind rot und bis zu 1,5 Zentimeter lang. Sie enthalten braune Samen.

## Verbreitung, Systematik und Gefährdung
Mammillaria roseoalba ist in den mexikanischen Bundesstaaten Tamaulipas, Coahuila, Nuevo León und San Luis Potosí verbreitet.
Die Erstbeschreibung erfolgte 1929 durch Friedrich Bödeker. Ein nomenklatorisches Synonym ist Neomammillaria roseoalba (Boed.) Y.Itô (1981).
In der Roten Liste gefährdeter Arten der IUCN wird die Art als „Data Deficient (DD)“, d. h. mit keinen ausreichenden Daten geführt.

## Nachweise